# 대한민국의 국가정보원 차장보
국가정보원 차장보(國家情報院 次長補)는 국가정보원의 차관보급 상당의 직위의 공무원으로 국가정보원 원장과 차장을 보좌하고 차장이 부득이한 사유로 그 직무를 수행할 수 없을 때에는 그 직무를 대행한다. 일부 차장보는 기획조정실장 또는 실국장을 겸임하였다. 1998년 김대중 정부 당시 안기부 기능축소로 폐지되었다가 2013년 다시 부활되었다.

## 임명
- 국가정보원 차장보는 국가정보원장 또는 대통령이 임명한다.
- 기획조정실장 혹은 국장급이 겸임할 수도 있다.

## 역할
- 국가정보원 차장보는 해당 파트 차장이 부득이한 사유로 직무를 수행할 수 없을 때에는 그 직무를 대행한다.

## 역대 차장보

### 중앙정보부 차장보
- 1대, 오탁근(吳鐸根) 1961년 5월 20일 ~ 1962년 4월 17일, 서울고검차장&서울지검검사장&대구고검검사장&법무부차관&검찰총장
- 1대, 석정선(石正善),[1] 1961년 5월 20일 ~ 1962년 4월 17일

#### 중앙정보부 1차장보
- 2대, 석정선(石正善),[2] 1962년 4월 17일 ~ 1963년 2월 23일, 행정차장 겸 제2국장, 행정차장직 겸임
- 3대, 김동배(金東培),[3][2] 1963년 2월 23일 ~ 해군본부작전참모부장(55)&해군준장&해군정보참모부장&군수참모부장&인사참모부장&해군본부인사국장&해군참모차장
- 4대, 김동배(金東培),[2] 1963년 12월 12일 ~ 1964년
- 5대, 윤일균(尹鎰均),[2] 1964년 ~ 1965년, 황해 안악, 공군본부 초대 정보국장 대리&공군특무부대장&공군 본부 정보국 차장·국장&중앙정보부제2,3 국장, 정보학교장&국가안전보장회의 특별보좌관(64)&서울신문 전무&중앙정보부 1차장&부장 직무대리
- ?[2], 1965년 ~ 1968년
- ?[2], 1968년 ~ 1969년
- 김영동(金永東),[2] 1969년 ~ 1970년
- 김치열(金致烈),[2] 1970년 1월 ~ 1971년, 차장 겸임
- 이철희(李哲熙),[4] 1971년 ~ 1973년, 중앙정보부 1국장 겸임

- 이철희(李哲熙),[4] 1973년 ~ 1974년,

- 윤일균(尹鎰均),[4] 1974년 ~ 1974년, 황해 안악, 대한항공협회 이사, 부회장&중앙정보부 1차장&부장 직무대리
- 장송록(張松祿),[4] 1974년 ~ 1975년, 5국 단장
- 이상열(李相悅),[4] 1975년 ~ 1977년[5]
- 윤일균(尹鎰均),[4] 1978년 ~ 1979년 10월 30일, 황해 안악, 1차장 겸임, 공군본부 정보국 차장&공군본부 정보국장&중앙정보부 2국장&3국장&정보학교장
- 하태준(河泰俊),[4] 1979년 10월 30일[6] ~ 1980년 4월 14일
- ?[4] 1980년 4월 14일 ~ 1980년 8월
- 김성진(金聖鎭),[4] 1980년 8월 ~ 1980년 9월 6일

#### 중앙정보부 2차장보
- 2대, 오탁근(吳鐸根)[7], 1962년 4월 17일 ~ 1963년 2월 23일, 서울고검차장&서울지검검사장&대구고검검사장&법무부차관&검찰총장
- 3대, 여운상(呂運尙)[7], 1963년 2월 23일 ~ 1963년 7월 14일, 서울지검 부장검사
- 4대, 이병두(李秉斗)[7]"申稙秀씨 內定 中央情報部 次長", 동아일보 1963년 7월 15일자 1면, 정치면</ref>, 1963년 7월 15일 ~ 1963년 12월 11일[8], 국민대학교 강사&국민대학교 조교수&변호사&군사혁명위원회, 국가재건최고회의 법제사법자문위원&중앙정보부 차장
- 5대, 여운상(呂運尙)[7], 1963년 12월 12일 ~  서울지검 부장검사

- ?[7], 1965년 ~ 1968년
- ?[7], 1968년 ~ 1969년
- 이상익(李相翊)[7], 1969년 1월 ~ 1970년 1월, 중앙정보부장특별보좌관&중앙정보부 제1차장

- 강창성(姜昌成)[7], 1970년 9월[9] ~ 1971년 8월, 당시 현역육군중장, 기획관리실장 겸임,[10] 육군정보참모부 차장&보안사령관

- 김동근(金東根)[11], 1971년 8월 ~ 1973년 6월, 중앙정보부 6국장&주영국 공사&주수단총영사
- 조일제(趙一濟)[11][12], 1973년 6월 ~ 1974년 9월[13], 중정 3국장&주일본대사관 공사&오사카 총영사

- 양두원(梁斗源)[11], 1974년 9월[13] ~ 1976년 12월 3일, 중앙정보부 기조실장에서 전임
- 윤일균(尹鎰均)[11], 1976년 12월 4일 ~ 1977년, 황해 안악, 공군본부 정보국 차장&공군본부 정보국장&중앙정보부 2국장&3국장&정보학교장
- 이건영[11], 1977년 12월 ~ 1978년 12월, 중앙정보부 3차장 겸임
- 김정섭(金正燮)[14], 1978년 12월 ~ 1979년 10월 30일,
- 정홍진(鄭洪鎭)[11], 1979년 10월 30일 ~ 1980년 9월, 중앙정보부 7국 부국장&7국장&남북조절위원회 회담협의조정국장&통일원 정책평가단위원
- 현홍주(玄鴻柱)[14], 1979년 10월 30일[6] ~ 1980년 10월 29일, 제2국장으로 겸임&기획정책국장&2차장보&중정 2차장으로 승진
- 김동근(金東根)[14], 1980년 9월 ~ 1981년 1월 9일, 주핀란드 대사

#### 중앙정보부 3차장보
- 정홍진(鄭洪鎭), 1971년 ~ 1973년, 중정 협의조정국장&이후락 부장 방북수행원&남북조절위 간사위원
- 김재규(金載圭),[15] 1973년 1월 ~ 1973년 9월, 2차장 겸임
- 최두열(崔杜烈),[15] 1975년 6월 30일 ~ ? 노동청장&부산직할시장&내무부 치안국장&중앙정보부 특별보좌관
- 임문순(任文淳), 1973년 ~ 1978년, 유신정우회 국회의원 보좌관
- 나희필(羅熙弼),[15] 1977년 ~ 1978년 11월 17일, 육군대학총장&국가안전보장회의부위원장&위원장&비상기획원위원장
- 하태준(河泰俊),[15] 1979년 1월 ~ 1979년 10월 29일, 호남석유화학 사장
- 김정섭(金正燮),[15] 1979년 10월 30일 ~ 1980년 10월
- 이종찬(李鍾贊),[15] 1980년 10월 ~ 1980년 12월, 중앙정보부 총무과장&총무국장&중정 기조실장&국회의원&국가정보원장

#### 중앙정보부 운영차장보
- 강창성(姜昌成)[16], 1965년 ~ 1968년 4월, 20사단참모장&중앙정보부 기획조정실장&5사단장&중앙정보부 차장보&보안사령관
- ?[16] 1968년 ~ 1969년
- 이상익(李相翊),[16] 1970년 1월 ~ 1970년 12월, 중앙정보부장특별보좌관&중앙정보부 제1차장
- 이상열(李相烈),[16] 1971년 12월 ~ 1973년, 중앙정보부 기획조정실장 겸임[17][18]
- 양두원(梁斗源),[16] 1973년 12월 ~ 1974년 9월, 기조실장 겸임
- 김영수(金永洙),[16][19] 1974년 ~ 1978년 4월 13일, 공군 준장 예편&중앙정보부 제2국장&중앙정보부기획조정실장겸 운영차장보, 제1무임소장관 보좌관
- 김일곤[16], 1978년 4월 14일 ~ 1980년 1월
- 전두환(全斗煥), 1979년 12월 13일 ~ 1980년 4월 13일, 국가재건최고회의비서관&중앙정보부 정보과장&인사과장&수경사 30대대장&백마부대 연대장&제1사단장&보안사령관&중앙정보부장서리&국보위 상임위원장&대통령
- 이종찬[16], 1980년 5월 19일 ~ 1980년 10월, 중앙정보부 기조실장 겸임

#### 중앙정보부 4차장보
- 하태준(河泰俊)[20], 1977년 ~ 1978년 11월, 중앙정보부 8국장&주랭군총영사관총영사&중앙정보부 해외공작국장&주영한국대사관 공사&롯데주조 대표이사 사장&호남석유화학 사장

### 국가안전기획부 차장보

#### 안기부 1차장보
- 안현태(安賢泰)[21], 1981년 1월 ~ 1983년,
- 김동근[22](金東根)[23], 1984년 11월 12일 ~ 1985년 2월,
- 김OO,
- ?[24], 1988년 ~ 1989년,
- ?[24], 1989년 ~
- 엄삼탁(嚴三鐸)[24][25], 1990년 3월 20일 ~ 1992년 3월, 안기부 기획조정실장 겸임&대통령 국방담당보좌관&안기부장 비서실장&병무청장&국민생활체육협의회 회장
- 황창평(黃昌平)[24], 1992년 3월 ~ 1993년 3월 4일[26], 경남 마산, 고려대, 국가안전기획부 마산지부,서울 지부장&국가안전기획부 대공정보국장&국가보훈처장&안기부 1차장
- ?[24], 1993년 3월 4일 ~ 1993년 3월 24일,
- 김영준[24], 1998년 3월 10일 ~ 1999년 1월, 국정원 1차장보&대외협력보좌관실 보좌관&국가정보원 해외담당대변인
- ?[24], 1993년 3월 26일 ~ ,

#### 안기부 2차장보
- 김정섭(金正燮)[27], 1981년 1월 ~ ? 중앙정보부 2차장보
- 성용욱(成鎔旭)[28], ? - ? 경남 산청, 육사, 대공 수사국장 겸임, 육군대령&안기부 대공수사국장&국세청장&민주평화통일자문회의 사무차장&안기부 1차장
- 전희찬(全熹贊)[29], ? - ? 대공 수사국장 겸임
- ?[30], 1988년 12월 5일 ~ 1989년 7월 18일, 전남 함평
- ?[30], 1989년 7월 19일 ~ ?
- 성병욱(成炳旭)[30], 1991년 ~ 1992년 3월,
- 정형근(鄭亨根)[30], 1992년 3월 ~ 1993년 3월 25일, 경남 거창, 서울대, 국가안전기획부 기획판단국장&수사국장&안기부 법무관, 대공판단국장&안기부 2차장&국회의원
- ?[30], 1993년 3월 26일[31] ~ 1993년 4월 29일, 경기도
- ?[30], 1993년 4월 30일 ~ 1997년 12월, 전남 함평,

#### 안기부 3차장보
- 나희필(羅熙弼)[32], 1981년 1월 ~ 1982년 5월 11일, , 육군대학 총장&중앙정보부 차장보&비상기획위원회 부위원장&비상기획위원회위원장&국가안보회의상임위원
- 박세직(朴世直)[33], 1982년 11월 30일 ~ 1983년 1월, 경북 칠곡, 육사, 수도경비사령관&한국전력 부사장&안기부 2차장&서울특별시장&국가안전기획부장&총무처 장관&체육부 장관&제14·15대 국회의원
- ?[34], 1988년 ~ 1989년,
- ?[34], 1989년 ~
- ?[34], 1991년 ~ 1992년 3월,
- 장승옥(張升鈺)[34], 1992년 3월 ~ 1992년 9월 19일[35]
- ?[34] , 1992년 9월 20일 ~ 1993년 3월 24일,
- ?[34], 1993년 3월 26일 ~ ,

#### 안기부 4차장보
- ?[36], 1991년 ~ 1992년 3월,
- ?[36], 1992년 3월 ~ 1993년 3월,
- ?[36], 1993년 3월 ~ 1993년 3월 24일,

#### 안기부 운영차장보
- 김용갑(金容甲)[16], 1981년 1월 1일 ~ 1985년 2월 19일, 기조실장이 겸임
- 윤옥영(尹沃榮)[16], 1985년 2월 23일 ~ 1990년 3월 20일, , 안기부 기조실장 겸임

### 국가정보원 경제담당정보관
- 이언호, 2005년 7월 17일 ~ 2007년 4월 30일, 삼성그룹 비서실, 삼성경제연구소 정책연구센터(이사,상무,전무), 공공정책실 전무, 정책개발실장
- 최공필(崔公弼), 2007년 5월 1일 ~ 2009년 4월 30일, 대우경제연구소, 한국금융연구원 선임연구위원

## 같이 보기
- 대한민국 국가정보원
- 대한민국의 국가정보원장
- 대한민국의 국가정보원 차장
- 국가정보원 기획조정실장